# Ferrovia Zurigo-Zugo
La ferrovia Zurigo-Zugo è una linea ferroviaria a scartamento normale della Svizzera. 
Il percorso conduce attraverso lo storico Knonaueramt (ora quartiere di Affoltern), che gli è valso anche il nome colloquiale Itinerario del Knonauer. 

## Storia
Nel 1857 si costituì a Berna, ad opera di Jakob Stämpfli, la Schweizerische Ostwestbahn (OWB), per la costruzione di una ferrovia La Neuveville-Bienne-Berna-Langnau im Emmental-Lucerna-Zugo-Zurigo (con diramazione Zugo-Rapperswil) in concorrenza con la linea della Schweizerische Centralbahn. 

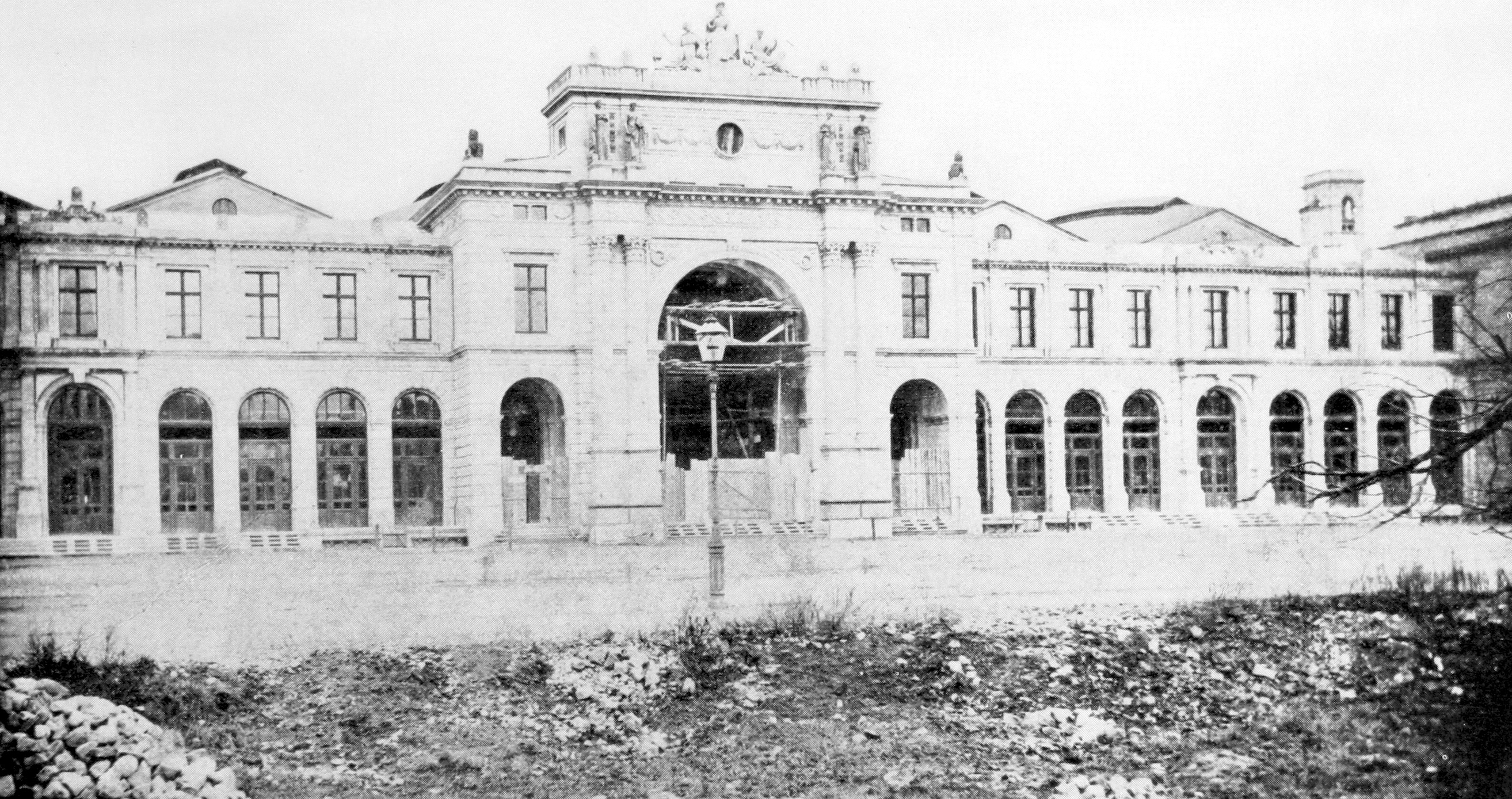
La stazione di Zurigo Centrale nel 1871

La OWB riuscì a costruire solo la tratta La Neuveville-Bienne, aperta nel dicembre 1860, prima di fallire; la concessione per la tratta Zurigo-Zugo fu rilevata dalla Zürich-Zug-Luzern-Bahn (ZZL), fondata nel 1861 dalla Schweizerische Nordostbahn (NOB) insieme ai cantoni Zurigo, Zugo e Lucerna.
La linea aprì il 1º giugno 1864, insieme alla ferrovia Zugo-Lucerna. Con l'apertura nel 1897 della ferrovia Thalwil-Zugo, che accorciava di 10 chilometri il tragitto tra Zurigo e la Svizzera Centrale, la linea fu relegata ad un ambito locale avendo perso la sua importanza come collegamento con la ferrovia del Gottardo.
Il 1º gennaio 1902 la NOB (che aveva assorbito nel 1892 la ZZL) venne nazionalizzata: le sue linee entrarono a far parte delle Ferrovie Federali Svizzere (FFS).
La linea Zurigo-Zugo fu elettrificata il 15 ottobre 1932. 
Nel 1989 sono state raddoppiate diverse tratte nel Knonaueramt.
Il 23 ottobre 1989 è stato completato il raddoppio da Urdorf a Mören e il 5 maggio 1990 è stato completato il raddoppio della tratta Kollermühle–Zugo.

## Caratteristiche
La linea, a scartamento normale, è lunga 34,79 km. La linea è elettrificata a corrente alternata monofase con la tensione di 15.000 V alla frequenza di 16,7 Hz; la pendenza massima è del 12 per mille. È doppio binario nei tratti Urdorf-Mören, Bonstetten Nord-Bonstetten Süd e Hedingen Nord-Affoltern am Albis.

### Percorso
| Head station |

| Unknown route-map component "LSTR" |

| Station on track |

| Unknown route-map component "CONTgq" | Unknown route-map component "ABZgr" |  |

| Station on track |

| Stop on track |

| Non-passenger station/depot on track |

| Station on track |

| Enter and exit tunnel |

| Non-passenger station/depot on track |

| Station on track |

| Non-passenger station/depot on track |

| Non-passenger station/depot on track |

| Station on track |

| Station on track |

| Stop on track |

| Unknown route-map component "SKRZ-Au" |

| Station on track |

| Unknown route-map component "SKRZ-Au" |

| Station on track |

| Stop on track |

| Unknown route-map component "eBS2+l" | Unknown route-map component "BS2+r" |

| Unknown route-map component "xABZg+l" | Unknown route-map component "ABZg+r" |

| Continuation forward | Non-passenger station/depot on track |

|  | Stop on track |

| Unknown route-map component "STR+l" | Unknown route-map component "xABZgr" |

| Stop on track | Unknown route-map component "exSTR" |

| Unknown route-map component "hSTRae" | Unknown route-map component "exSTR" |

| Unknown route-map component "exKBHFaq" | Unknown route-map component "eABZgr" | Unknown route-map component "exSTR" |  |

| Unknown route-map component "CONTgq" | Unknown route-map component "ABZg+r" | Unknown route-map component "exSTR" |  |

| Station on track | Unknown route-map component "ENDExa" |

| Unknown route-map component "ABZgl" | One way rightward |

| Continuation forward |

La linea si distacca alla stazione di Zurigo Altstetten dalla ferrovia Zurigo-Olten. Di lì la ferrovia attraversa da nord a sud il Knonaueramt, servendo i comuni di Urdorf, Birmensdorf, Bonstetten, Hedingen, Affoltern am Albis, Mettmenstetten e Knonau. Oltre Knonau si lascia il canton Zurigo per entrare nel canton Zugo, toccando Steinhausen, la cui stazione fu aperta solo il 1º ottobre 1904 dopo numerose richieste da parte degli abitanti della cittadina.
Tra il 1864 e il 1970 esisteva un raccordo tra la stazione di Cham (sulla linea Zugo-Lucerna) e quella di Steinhausen, utilizzato in occasione di deviazioni di percorso di treni merci o come parcheggio per carri merce. Fino al 5 maggio 1990 esisteva un cappio di ritorno utilizzato dai treni che da Zugo erano diretti verso Affoltern am Albis e Zurigo; da allora tali convogli sono instradati sulla linea per Lucerna, da cui si distaccano al bivio di Kollermühle.
La linea termina nella stazione di Zugo, aperta nel 1897 in sostituzione di una precedente costruita nel 1864 in località Erlenbach su progetto di Jakob Friedrich Wanner (autore anche delle stazioni di Aarau, Frauenfeld, Winterthur, Turgi, Sciaffusa e Zurigo HB) che col passare degli anni si era rivelata sempre più inadatta: l'edificio della vecchia stazione fu smantellato e ricostruito nella stazione di Zurigo Wollishofen.

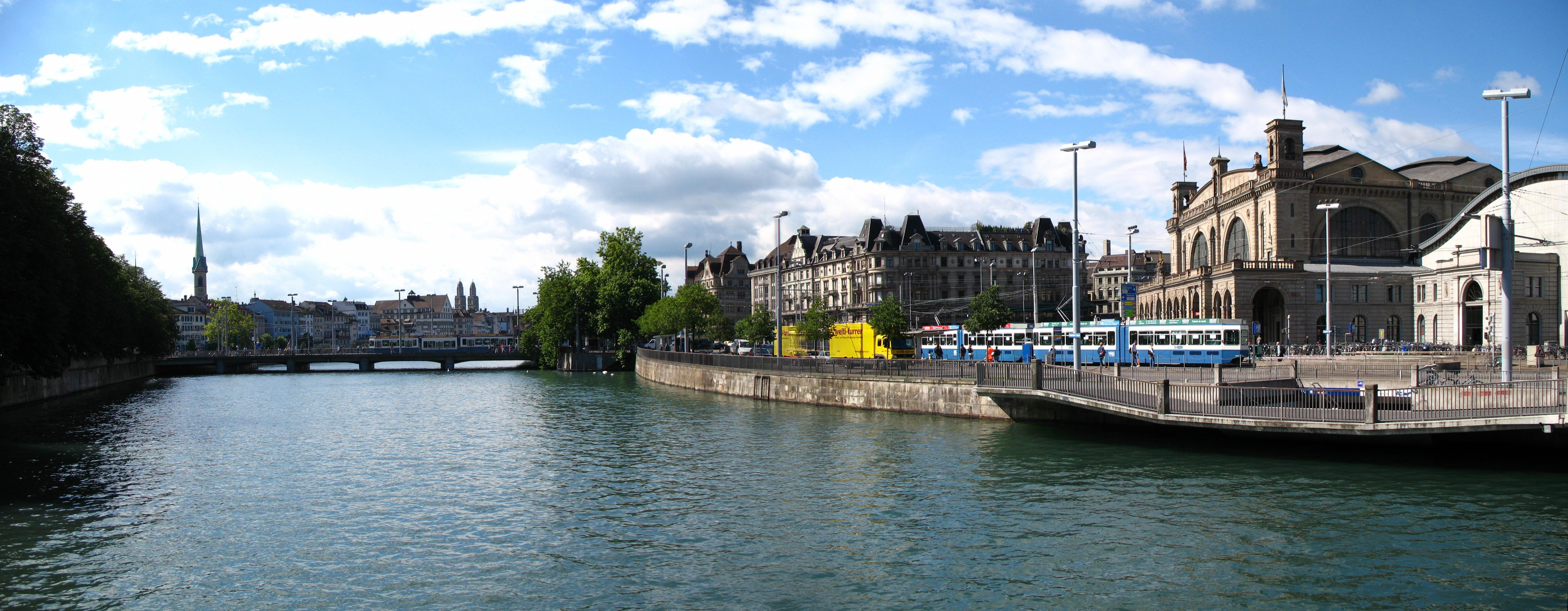
La stazione di Zurigo vista da un ponte del Limmat

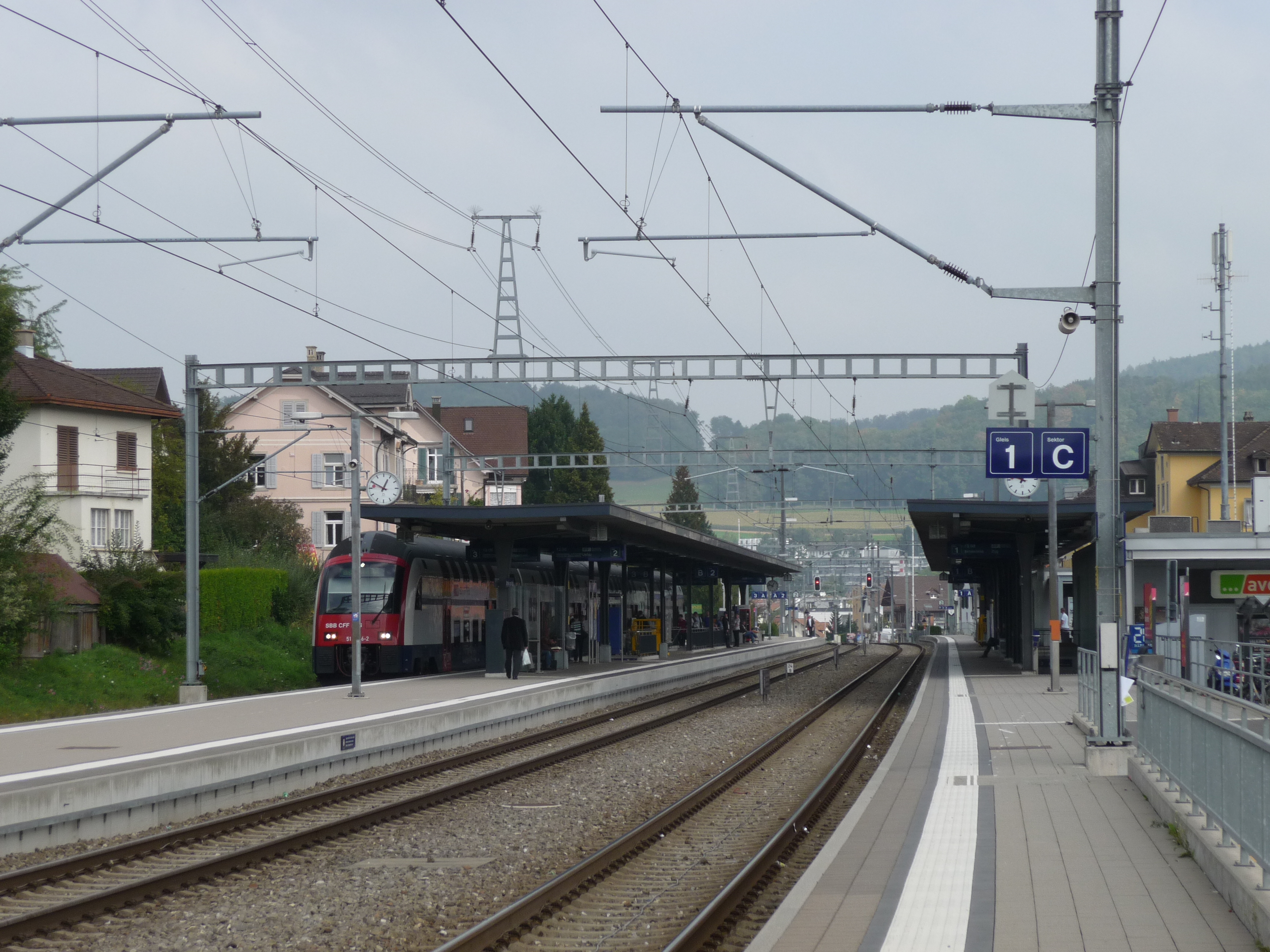
Un convoglio alla stazione di Affoltern am Albis